# رآکتور آب سنگین مولد بخار
ایجاد رآکتور آب سنگین مولد بخار (SGHWR) از راکتورهای هسته‌ای نوع تیوب فشار با کندکننده آب سنگین و خنک‌کننده آب معمولی (سبک) است. بخار تولیدی آن مشابه رآکتورهای BWR است. طراحی آن‌ها مشابه CANDU است که از تیوب فشار استفاده می‌کند و کندکننده و خنک‌کننده مجزا دارد. نمونهٔ اولیهٔ کندو و رآکتور جنتیلی۱ از این مدل بودند.
تعداد معدودی از این نوع رآکتور وجود دارد که اصلی‌ترین آن وین فریس دورت انگلیس است؛ که یک رآکتور ۱۰۰ مگاوات بود که در سال ۱۹۹۰ پس از ۲۳ سال خاموش شد. و تحت مالکیت ادارهٔ انرژی اتمی انگلیس بود.
نمونهٔ دیگر پروژهٔ ایتالیایی سرن در نیروگاه لاتینا است.